# Kaïkou
 (février 2024).
Si vous disposez d'ouvrages ou d'articles de référence ou si vous connaissez des sites web de qualité traitant du thème abordé ici, merci de compléter l'article en donnant les références utiles à sa vérifiabilité et en les liant à la section « Notes et références ».
Kaïkou est une marque commerciale du secteur agroalimentaire appartenant au groupe Lactalis et désignant un fromage industriel de lait de brebis à pâte ferme affiné 6 mois et fabriqué dans une usine installée au Pays basque. Créé en [Quand ?], il se présente sous une forme à motif gravé sur une croûte dorée et ondulée.
Cette marque s'inspire du terme kaiku de la langue basque qui désigne un récipient en bois dévolu à la traite.